# Heracleum abyssinicum
Heracleum abyssinicum là một loài thực vật có hoa trong họ Hoa tán. Loài này được (Boiss.) C. Norman mô tả khoa học đầu tiên năm 1936.